# Hemigrammus erythrozonus
Cá hồng đăng (Danh pháp khoa học: Hemigrammus erythrozonus) là một loài cá trong họ Characidae, phân bố ở Nam Mỹ tại sông Essequibo. Cá hồng đăng có tên gọi bằng tiếng Anh là glowlight tetra/Fire Neon lên màu đẹp trong môi trường có tính axit thích hợp nuôi trong bể thủy sinh theo bầy đàn. Cá hồng đăng có thân thon dài màu trắng trong, với 1 sọc đỏ nổi bật chạy dọc theo đường bên từ cuống đuôi qua viền trên của mắt. Các vây màu trắng trong, với 1 vệt đỏ ở vây lưng và vệt vàng ở vây hậu môn. Cá cần môi trường nước mềm và có tính axít. Cá ăn tạp từ trùng chỉ, bo bo. Cá dễ sinh sản, đẻ trứng dính vào giá thể như cây thủy sinh. Cần tách trứng ra khỏi cá bố mẹ sớm để tránh cá bố mẹ ăn trứng